# Klávesa Ctrl

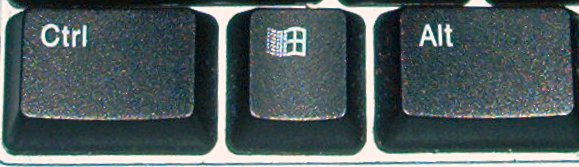
Klávesy Ctrl, Windows, Alt

Na počítačové klávesnici je klávesa Ctrl používána společně s jinou klávesou (jinými klávesami) jako modifikační klávesa; výjimku tvoří některé počítačové hry. Slouží k provádění speciálních operací, typicky jako klávesová zkratka, neboť mění standardní význam té klávesy, se kterou je společně stisknuta. Používá se podobně jako klávesa Shift. Klávesa Ctrl se obvykle nachází na dolním okraji klávesnice. Obvykle je označena jako Ctrl, někdy také Control nebo Ctl. Německému rozložení kláves odpovídá Strg dle normy DIN 2137:2012-06. V textu bývá často reprezentována znakem „šipka nahoru“ (U+2303, ⌃),[zdroj⁠?!] nebo znakem caret čili krokev (^).

## Označování
Je několik způsobů, jak označovat stisk klávesy Ctrl společně s jinou klávesou. Všechny uvedené příklady znamenají „držte stisknutou klávesu Ctrl a současně s ní stiskněte klávesu X“.
| ^X     | Tradiční zápis                                |
| C-x    | Emacs                                         |
| CTRL-X | starý způsob zápisu, který používal Microsoft |
| Ctrl+X | nový způsob používaný společností Microsoft   |

## Funkce
Následující příklady klávesových zkratek se mohou v různých aplikacích lišit, uvedené kombinace se vyskytují v operačním systému Microsoft Windows. V systému macOS na počítačích Apple se většina těchto zkratek používá v kombinaci s modifikační klávesou Command (Cmd, ⌘) a klávesa Ctrl slouží v kombinaci s jednotlačítkovou myší k vyvolání kontextové nabídky a k měně používaným klávesovým zkratkám.
| Ctrl + A             | Vybrat vše                                                                                           |
| Ctrl + B             | Tučně                                                                                                |
| Ctrl + C             | Kopírovat do schránky (Copy)                                                                         |
| Ctrl + D             | Dialogové okno Písmo (textový procesor); Přidat k oblíbeným položkám (webový prohlížeč)              |
| Ctrl + E             | Zarovnání na střed (textový procesor)                                                                |
| Ctrl + F             | Najít                                                                                                |
| Ctrl + G             | Dialogové okno Přejít na (textový procesor)                                                          |
| Ctrl + H             | Najít a nahradit (textový procesor); Historie (webový prohlížeč)                                     |
| Ctrl + I             | Kurzíva                                                                                              |
| Ctrl + J             | Zarovnání do bloku (textový procesor)                                                                |
| Ctrl + K             | Vložit hypertextový odkaz                                                                            |
| Ctrl + L             | Zarovnání vlevo (textový procesor)                                                                   |
| Ctrl + M             | Odsazení odstavce zleva (textový procesor)                                                           |
| Ctrl + N             | Nové (okno, dokument atd.)                                                                           |
| Ctrl + O             | Otevřít                                                                                              |
| Ctrl + P             | Tisk                                                                                                 |
| Ctrl + Q             | Zavřít aplikaci                                                                                      |
| Ctrl + R             | Zarovnání vpravo (textový procesor); Aktualizovat (webový prohlížeč)                                 |
| Ctrl + S             | Uložit (Save)                                                                                        |
| Ctrl + T             | Nová záložka (webový prohlížeč)                                                                      |
| Ctrl + U             | Podtržení (Underline)                                                                                |
| Ctrl + V             | Vložit obsah schránky (Paste)                                                                        |
| Ctrl + W             | Otevírání kalkulačky (Pro Windows11                                                                  |
| Ctrl + X             | Přesunout výběr do schránky (Cut)                                                                    |
| Ctrl + Y             | Zopakování poslední akce (Redo)                                                                      |
| Ctrl + Z             | Vrátit zpět poslední akci (Undo)                                                                     |
| Ctrl + Esc           | Otevře Nabídku Start                                                                                 |
| Ctrl + Alt + Delete  | Spustí Správce úloh; Ve Windows 9x otevře dialog Ukončit program, dvojí stisknutí restartuje počítač |
| Ctrl + ⇧ Shift + Esc | Spustí Správce úloh v systémech, kde předchozí zkratka vykonává jinou funkci                         |